# 柏柏爾猶太人
柏柏爾猶太人（Berber Jews），是生活在摩洛哥阿特拉斯山地區說柏柏爾語的猶太人分支，人口3,000~9,000人。
他們的起源不明，其中一個說法是一些人是改信猶太教的柏柏爾部落後人（在羅馬時代已有猶太人生活在摩洛哥）。
第一次中東戰爭後，國內穆斯林與猶太人關係緊張，他們多移民到以色列、法國、美國。